# Oxyopes rutilius
Oxyopes rutilius là một loài nhện trong họ Oxyopidae.
Loài này thuộc chi Oxyopes. Oxyopes rutilius được Eugène Simon miêu tả năm 1890.